# Castillo de Chodes
El castillo de Chodes era una fortaleza ubicada en el despoblado de Chodes el Viejo, en el municipio español de Chodes, en la provincia de Zaragoza. En la actualidad está protegida como zona arqueológica. 

## Historia
El castillo se encuentra sobre la Peña de Iodos, lugar donde se asentaba el antiguo Chodes, del que se conocen referencias desde el año 1131. El lugar pasó por distintos tenentes entre los que se encontraban los condes de Luna, hasta 1430, fecha en la que el condado pasó a la corona. El lugar fue abandonado en el siglo XVII, cuando los habitantes bajaron al llano al fundarse el nuevo Chodes.

## Descripción
Se trata de una fortaleza ovalada que se adapta al terreno donde está construida y que mide aproximadamente 30 metros en su eje mayor y 15 en el menor. Se conservan restos de la muralla y de un torreón de planta cuadrada que se asoma al valle del río Jalón, todo ello construido en sillarejo.

## Catalogación
El Castillo de Chodes está inscrito en el Registro Aragonés de Bienes de Interés Cultural al estar incluido dentro de la relación de castillos considerados Bienes de Interés Cultural en virtud de lo dispuesto en la disposición adicional segunda de la Ley 3/1999, de 10 de marzo, del Patrimonio Cultural Aragonés. Este listado fue publicado en el Boletín Oficial de Aragón del 22 de mayo de 2006.